# Дворец земледельцев
Дворе́ц земледе́льцев (тат. Игенчеләр сарае) — здание в историческом центре Казани, Вахитовском районе. Расположен на Дворцовой площади вблизи северной стены Казанского кремля и набережной Казанки. Штаб-квартира Министерства сельского хозяйства и продовольствия Республики Татарстан, Главного управления ветеринарии, Республиканского агропромышленного центра инвестиций и новаций и ряда подведомственных организаций. Дворец земледельцев стал одной из наиболее известных современных достопримечательностей города.

## Описание

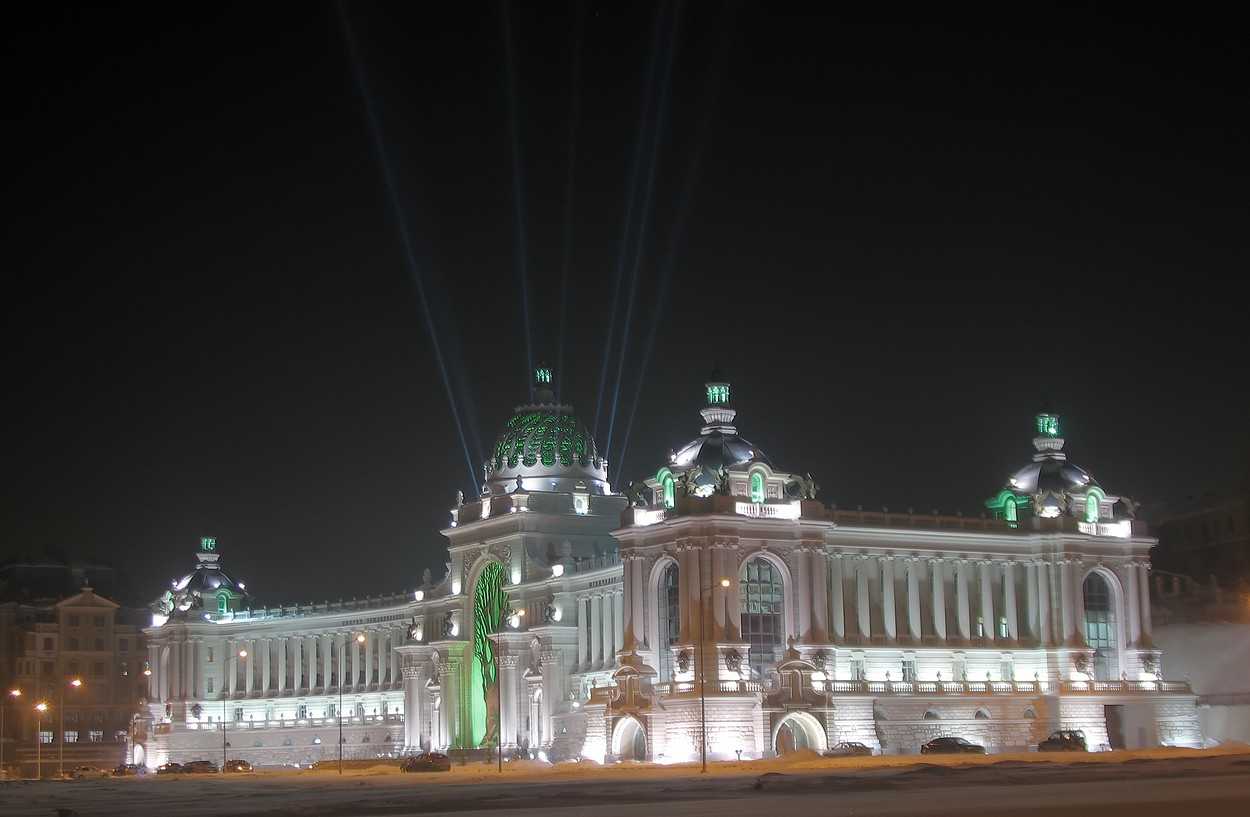
Дворец в ночной подсветке

Эклектичный и монументальный экстерьер здания, имеющего два симметричных крыла с порталами и центральную часть с порталом и классическим куполом, включает разнообразные малые архитектурные формы. Формой корпуса и заимствованиями архитектурных элементов ампира и классицизма здание в определённой степени напоминает Пти-Пале или один из корпусов Хофбурга в Вене, а с боковой стороны — Витториано в Риме. Автор проекта, Леонид Горник утверждает, что здание не является эклектикой, неоисторизмом или неоклассикой, а соответствует канонам классицизма.
У Дворца земледельцев все фасадные элементы выполнены прямо по трактату «Правило пяти ордеров архитектуры» теоретика эпохи Возрождения Джакомо да Виньолы. Вся пластика дворца базируется на двух архитектурных ордерах – ионическом и коринфском. Ионический ордер – это собственно весь массив здания, а коринфский применен на главной входной части. Все пропорции этих ордеров тоже полностью соблюдены. То есть там нет какой-то архитектурной вольницы – хочу так или эдак, все сделано по правилам.Леонид Горник
Купол имеет классический силуэт, но в отличии от традиционных классических куполов, спиралевидный, со светопрозрачными элементами. В тёмное время суток купол подсвечивается зелёной подсветкой. Изначально после сдачи здания в эксплуатацию, из-под купола вверх светили мощные прожекторы, которые создавали эффект короны, но со временем лампы потеряли мощность и позднее были демонтированы.
В верхней части главного фасада металлическими заглавными буквами выведено название на русском и татарском языках.
Здание расположено у подножия 15-метрового холма. Перед дворцом разбита площадь. В отличие от экстерьера, интерьер здания выполнен сдержанно, с использованием в основном недорогих материалов. В левой половине здания базируется Министерство сельского хозяйства и продовольствия РТ, в правой — подведомственные организации.
Дворец имеет насыщенную архитектурную подсветку в тёмное время суток. Центральный элемент — дерево 20-метровой высоты — выполнен из бронзы. Его зелёная подсветка символизирует листву. Отметка вершины центрального шпиля — 48 метров.

## История
Здание сооружено на месте снесённой ветхой застройки начала Федосеевской улицы. Проект дворца был выполнен компанией «Антика-плюс». Автор проекта: Леонид Горник.
Работы по строительству начались весной 2008 года, закончились в 2010 году. Стоимость возведения здания составила 2,2 млрд рублей.
С 2011 года в День республики и города 30 августа на площади рядом с Дворцом перед тысячами зрителей проводится гала-концерт международного оперного фестиваля «Казанская осень» в современном мировом формате на открытом воздухе «опен эйр» со свободным посещением. В первом таком концерте принимали участие российская примадонна Любовь Казарновская и итальянский тенор Леонардо Громенья в сопровождении Государственного симфонического оркестра Татарстана.

## Критика
Строительство здания после его завершения в 2010 году вызвало протест со стороны Управления по Приволжскому федеральному округу, бывшей Росохранкультуры, заявившего, что такое здание вблизи охранной зоны объекта всемирного наследия — Казанского Кремля — «нарушает законодательство в сфере охраны культурного наследия и диссонирует с культурно-исторической средой».
По поводу Дворца земледельцев существуют противоречивые мнения и оценки — от восторженных до резко критикующих, от фигурирования в премиях за лучшие новые городские объекты до номинации в «антипремии». В августе 2011 года главный архитектор Казани Т. Г. Прокофьева назвала здание министерства сельского хозяйства, несмотря на добротное качество отделки фасадов, неуместным по стилю рядом с Кремлём. Журналист Илья Варламов резко критикует здание, считает одним из самых уродливых зданий современной России и отмечает низкий уровень благоустройства на прилегающей к нему территории.

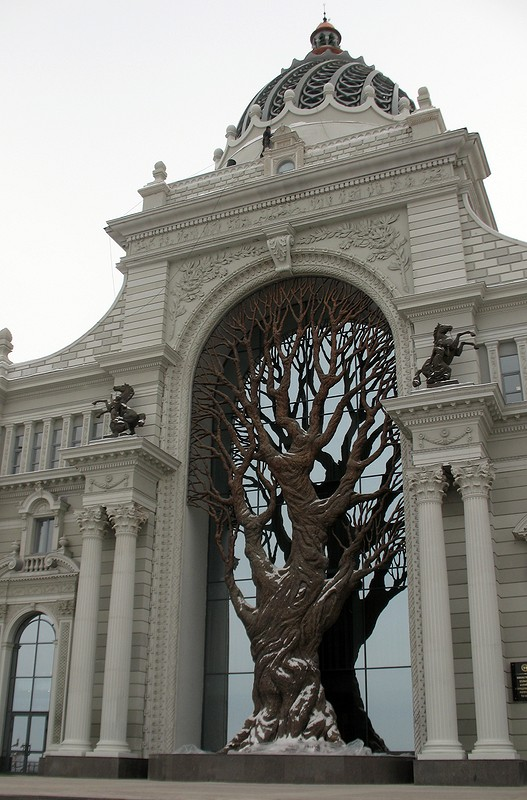
Центральный портал
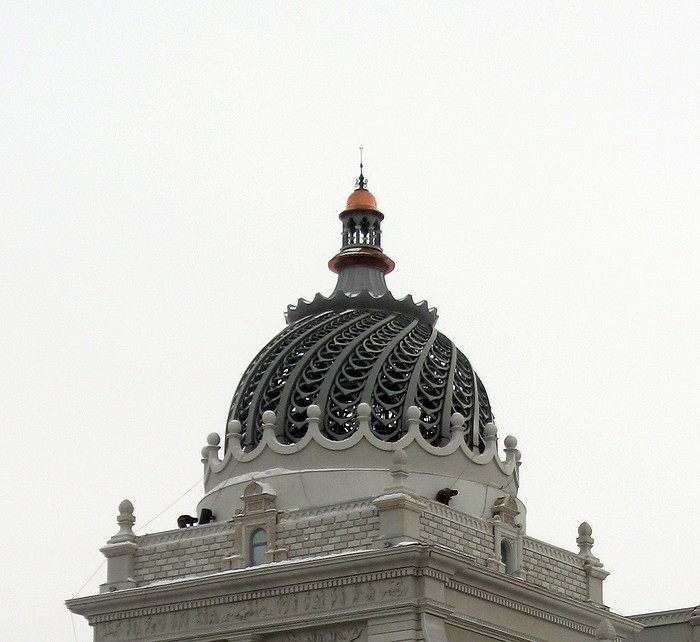
Центральный купол
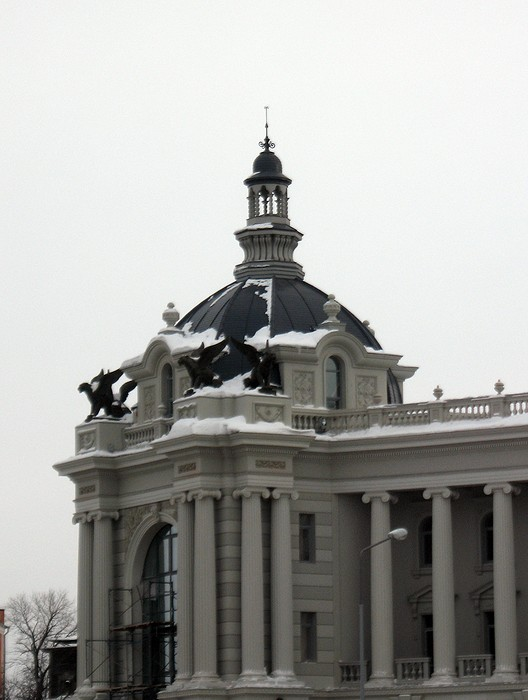
Малый купол
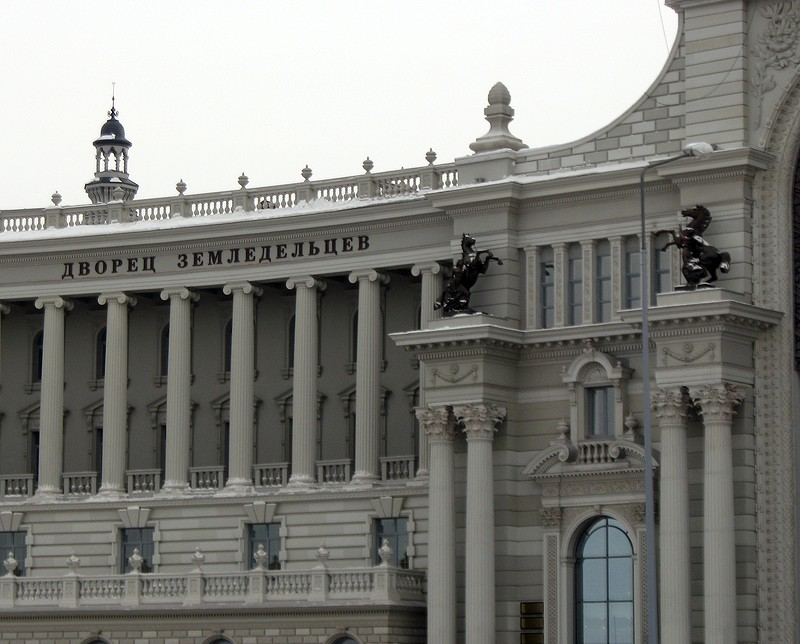
Левое крыло
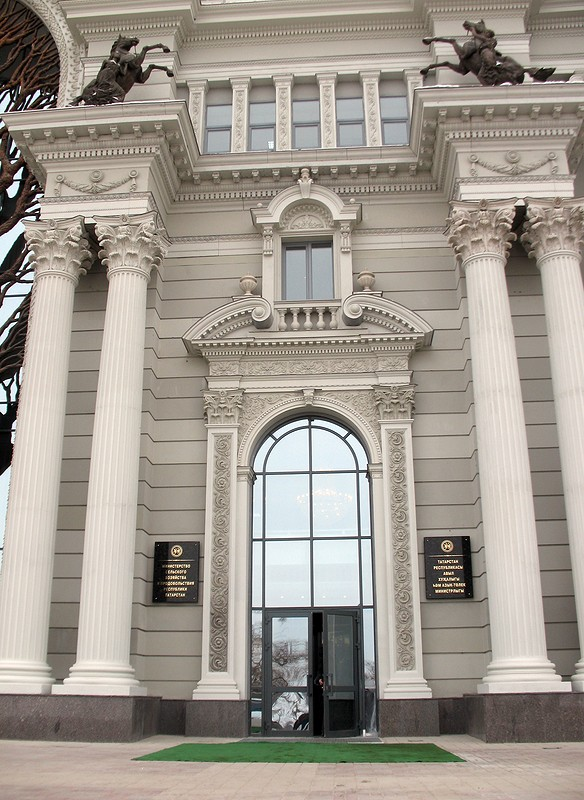
Главный вход
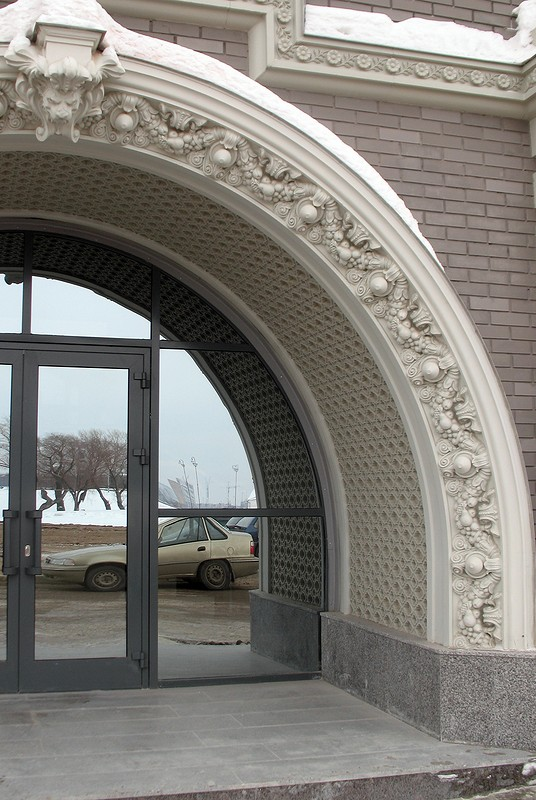
Малый вход